# Niurgun Skriabin
Niurgun Władimirowicz Skriabin (ros. Нюргун Владимирович Скрябин; ur. 5 maja 1990) – rosyjski, a od 2018 roku białoruski zapaśnik walczący w stylu wolnym. Zajął dziewiąte miejsce na mistrzostwach świata w 2018 roku. 
Wicemistrz Europy w 2020; piąty w 2018. Ósmy w indywidualnym Pucharze Świata w 2020. Brązowy medalista uniwersyteckich mistrzostw świata z 2014. Trzeci na mistrzostwach Rosji w 2016 roku.